# Autoroute A750
L'autoroute A750 (letteralmente: «autostrada A750»), detta L'Héraultaise, è un'autostrada francese che collega la A75 con la città di Montpellier. È parte della strada europea E11 e viene proseguita dalla N109.